# Karl Baron
Karl Baron (* 21. April 1962) ist ein österreichischer Politiker des Teams HC Strache – Allianz für Österreich (vormals FPÖ) und Transportunternehmer sowie ehemaliger Automobilrennfahrer. Er war seit November 2010 Abgeordneter zum Wiener Gemeinderat und Landtag. Nach dem Scheitern des THC bei der Landtags- und Gemeinderatswahl in Wien 2020 schied Baron aus dem Landtag aus.

## Beruf
Baron ist seit 1988 Geschäftsführer einer Transport- und Handelsgesellschaft sowie deren Gesellschafter, wobei sich diese Firma insbesondere mit dem Verleih von Baucontainern und der Entsorgung von Bauschutt beschäftigt.

## Politik
Barons politische Karriere begann in der Wirtschaftskammer und der Bezirkspolitik, wobei sich Baron in der Wiener Wirtschaftskammer bei der Liste „Freiheitliche und Unabhängige pro österreichischer Mittelstand (FPÖ) - Liste der freien Unternehmer und Freiberufler“ engagiert. Er ist dort Präsident, Mitglied des Vorstandes der Landesgruppe Wien und Spartensprecher für den Bereich Transport und Verkehr. In der Wirtschaftskammer Wien arbeitet Baron als Ausschussmitglied der Landesinnung der Kraftfahrzeugtechniker, Ausschussmitglied der Fachgruppe Transporteure mit und ist Vorsteher-Stellvertreter der Fachgruppe Güterbeförderungsgewerbe. In der Lokalpolitik war er ab 1989 als Bezirksrat für die FPÖ Donaustadt aktiv, zudem fungierte er zeitweise als Klubobmann der FPÖ-Bezirksräte Wien-Donaustadt. Zwischen dem 27. Juni 1999 und dem 26. November 2010 war er Bezirksvorsteher-Stellvertreter in Wien-Donaustadt, bevor er am 25. November 2010 als Mitglied des Wiener Gemeinderates und Abgeordneter zum Wiener Landtag angelobt wurde und in die Landespolitik wechselte.
Baron gilt als Unterstützer von Heinz-Christian Strache, der im Zuge der Ibiza-Affäre und nachfolgender Vorwürfe über falsche Spesenabrechnungen von seinen Ämtern zurücktreten musste. Nach Spekulationen, dass Baron Strache mittels einer Kandidatur bei den Wirtschaftskammerwahlen eine Rückkehr in die Politik ermöglichen könnte, wurde er im Dezember 2019 als Präsident der Freiheitlichen Wirtschaft Wien abgewählt. Im Zuge der folgenden innerparteilichen Konflikte traten Baron und zwei weitere Mandatare (Klaus Handler und Dietrich Kops) aus dem Wiener FPÖ-Landtagsklub aus und gründeten unter dem Namen Die Allianz für Österreich einen eigenständigen Klub. Im Mai 2020 wurde die Partei in ''Team HC Strache – Allianz für Österreich'' umbenannt, scheiterte jedoch bei der Wiener Landtagswahl im Oktober desselben Jahres an der Fünf-Prozent-Hürde.

## Motorsport
Baron war auch im Motorsport aktiv. Er startete 1987 in der Tourenwagen-Europameisterschaft und der Tourenwagen-Weltmeisterschaft. 1988 fuhr er in der Deutschen Tourenwagen-Meisterschaft. 1998 war er in der FIA-GT-Meisterschaft in der GT2-Klasse am Start. 2002 fuhr er in der Euro GT Series und belegte Platz 14 in der Klasse C. 2003 blieb er dieser Serie treu und belegte Platz 6 in der NGT-Klasse. 2005 fuhr er in der italienischen (Platz 34) und der europäischen (Platz 12) Ferrari Challenge. 2007 wurde er 19ter in der italienischen Ferrari Challenge.

### Karrierestationen
- 1987: Tourenwagen-Europameisterschaft
- 1987: Tourenwagen-Weltmeisterschaft
- 1988: Deutsche Tourenwagen-Meisterschaft
- 1998: FIA GT – GT2
- 2002: Euro GT Series – Klasse C (Platz 14)
- 2003: Euro GT Series – NGT (Platz 6)
- 2005: Ferrari Challenge Italien – Trofeo Pirelli (Platz 34)
- 2005: Ferrari Challenge Europa – Trofeo Pirelli (Platz 12)
- 2007: Ferrari Challenge Italien – Trofeo Pirelli (Platz 19)